# Karen Rocha
Karen Gustavo Rocha Valente (San Paolo, 4 marzo 1984) è una cestista brasiliana.

## Carriera
Con il Brasile ha disputato i Giochi olimpici di Pechino 2008, due edizioni dei Campionati mondiali (2006, 2010) e due dei Campionati americani (2007, 2009).